# Diplectrona modesta
Diplectrona modesta är en nattsländeart som beskrevs av Banks 1908. Diplectrona modesta ingår i släktet Diplectrona och familjen ryssjenattsländor. Inga underarter finns listade i Catalogue of Life.